# Brian Hooker
Pour les articles homonymes, voir Hooker.
 (août 2022).
La mise en forme du texte ne suit pas les recommandations de Wikipédia : il faut le « wikifier ».
Les points d'amélioration suivants sont les cas les plus fréquents. Le détail des points à revoir est peut-être précisé sur la page de discussion.
- Les titres sont pré-formatés par le logiciel. Ils ne sont ni en capitales, ni en gras.
- Le texte ne doit pas être écrit en capitales (les noms de famille non plus), ni en gras, ni en italique, ni en « petit »…
- Le gras n'est utilisé que pour surligner le titre de l'article dans l'introduction, une seule fois.
- L'italique est rarement utilisé : mots en langue étrangère, titres d'œuvres, noms de bateaux, etc.
- Les citations ne sont pas en italique mais en corps de texte normal. Elles sont entourées par des guillemets français : « et ».
- Les listes à puces sont à éviter, des paragraphes rédigés étant largement préférés. Les tableaux sont à réserver à la présentation de données structurées (résultats, etc.).
- Les appels de note de bas de page (petits chiffres en exposant, introduits par l'outil «  Source ») sont à placer entre la fin de phrase et le point final[comme ça].
- Les liens internes (vers d'autres articles de Wikipédia) sont à choisir avec parcimonie. Créez des liens vers des articles approfondissant le sujet. Les termes génériques sans rapport avec le sujet sont à éviter, ainsi que les répétitions de liens vers un même terme.
- Les liens externes sont à placer uniquement dans une section « Liens externes », à la fin de l'article. Ces liens sont à choisir avec parcimonie suivant les règles définies. Si un lien sert de source à l'article, son insertion dans le texte est à faire par les notes de bas de page.
- La présentation des références doit suivre les conventions bibliographiques. Il est recommandé d'utiliser les modèles {{Ouvrage}}, {{Chapitre}}, {{Article}}, {{Lien web}} et/ou {{Bibliographie}}. Le mode d'édition visuel peut mettre en forme automatiquement les références.
- Insérer une infobox (cadre d'informations à droite) n'est pas obligatoire pour parachever la mise en page.

Pour une aide détaillée, merci de consulter Aide:Wikification.
Si vous pensez que ces points ont été résolus, vous pouvez retirer ce bandeau et améliorer la mise en forme d'un autre article.
Brian S. Hooker est biologiste et chimiste à la Simpson University. Il est connu pour promouvoir l'idée fausse selon laquelle les vaccins causeraient l'autisme.

## Biographie
En 1985, Hooker a obtenu son baccalauréat ès sciences en génie chimique de la California State Polytechnic University, Pomona, Californie. Il a obtenu sa maîtrise ès sciences en 1988 et son doctorat en 1990, tous deux en génie chimique, de Washington State University, à Pullman, Washington.

### Recherche
Hooker a auparavant géré des projets de recherche appliquée en biologie moléculaire végétale et fongique, y compris le développement de biocapteurs à base de plantes et de systèmes de production transgéniques pour les protéines pharmaceutiques humaines et les enzymes industrielles au Pacific Northwest National Laboratory, où Les chercheurs de la biologie des systèmes se concentrent sur la compréhension des réseaux de gènes et de protéines impliqués dans la signalisation cellulaire individuelle, la communication entre les cellules dans les communautés et les voies métaboliques cellulaires. Hooker a également été impliqué dans la recherche sur la cinétique microbienne et la modélisation mathématique du transport, la conception, le développement et le soutien à la destruction biologique des hydrocarbures chloréss, le développement de la technologie de plate-forme de production de protéines végétales transgéniques tP4 et le développement de la bioremédiation RT3D/ progiciel d'atténuation naturelle.[citation nécessaire]
Il a quitté le PNNL en 2009 et a été embauché comme professeur associé à l'Université de Simpson où il se spécialise en biologie et en chimie. L'Université Simpson est une université chrétienne privée d'arts libéraux et d'études professionnelles offrant des programmes de premier cycle, des cycles supérieurs et des diplômes d'enseignement.
Hooker est connu pour son activisme anti-vaccin et ses allégations de conflits d'intérêts au sein des Centers for Disease Control and Prevention. Il était membre du conseil d'administration de Focus Autism, (maintenant appelé Focus for Health) une organisation qui croit en la "dissimulation continue du lien vaccin/autisme". Hooker n'a aucune formation ou qualification en épidémiologie .[citation nécessaire]
Hooker et Andrew Wakefield ont allégué une fraude scientifique, un complot et une dissimulation de la part des Centers for Disease Control and Prevention en ce qui concerne le lien supposé entre les vaccins et l'autisme,. Une vidéo en ligne décrivant cette situation a été démystifiée par Snopes.

### Controverse sur les vaccins
En 2014, William Thompson a allégué qu'un article qu'il avait co-écrit en 2004 n'avait pas révélé de corrélation entre l'autisme et le vaccin ROR chez les garçons afro-américains,. L'étude ne disposait pas d'informations raciales sur une grande partie des garçons étudiés, et lorsque les co-auteurs de Thompson ont effectué une analyse plus approfondie, la corrélation entre le vaccin ROR et l'autisme a cessé d'exister. Pour ces raisons, ils ont décidé de ne pas inclure d'informations raciales. Nous avons décidé de le voir Thompson n'était pas d'accord avec leur décision, mais n'a pas divulgué la corrélation présumée pendant dix ans. En 2014, Hooker a publié un article intitulé Measles-oreillons-rubéole vaccination timing et autisme parmi les jeunes garçons afro-américains : une réanalyse des données du CDC dans le journal Translational Neurodegeneration. Le document allègue que l'étude de 2004 a montré une corrélation statistiquement significative entre l'autisme et le vaccin ROR chez les garçons afro-américains. Plus tard , le journal a rétracté le document pour inconduite scientifique, affirmant que Hooker n'avait pas divulgué d'importants conflits d'intérêts et qu'il y avait "des inquiétudes quant à la validité des méthodes et de l'analyse statistique",. Hooker a affirmé avoir été censuré dans un article publié par le Journal of American Physicians and Surgeons, une revue publiée par l'Association of American Physicians and Surgeons, qui a été qualifié de groupe pseudoscientifique biaisé.

## Publications
- Dai Z, BS Hooker, RD Quesenberry, and J Gao. “Expression of Trichoderma reesei exo-cellobiohydrolase I (CBH I) in transgenic tobacco leaves and calli”, Applied Biochemistry and Biotechnology, 1999, 77-79(9):689-699
- Dai Z, BS Hooker, DB Anderson, and SR Thomas.“Improved plant-based production of E1 endoglucanase using potato:expression optimization and tissue targeting”, Molecular Breeding, 2000, 6(3):277-285.
- Gao J, BS Hooker, and DB Anderson. 2004. “Expression of Functional Human Coagulation Factor XIII A-domain in Plant Cell Suspensions and Whole Plants.”  Protein Expression and Purification 37(1):89-96.
- Hooker, Brian S., Hettich, Robert L., Hurst, Gregory B., Kennel, Stephen J., Lankford, Patricia K., Chiann-Tso Lin, Lye Meng Markillie, Mayer-Clumbridge, M. Uljana, Pelletier, Dale A., Liang, Shi, Squier, Thomas C., Strader, Michael B., VerBerkmoes, Nathan C., "Isolation and Characterization of Protein Complexes from Shewanella oneidensis and Rhodopseudomonas palustris", Genomics:  GTL Contractor—Grantee Workshop II, Washington, DC, February 29-March 2, 2004
- Trelka, Jeffrey A., Hooker, Brian S. "Specific Carbohydrate Dietary Trial:  Understanding the Effectiveness of a Specific Carbohydrate Dietary Intervention In Autistic Children", 2004
- Markillie LM, CT Lin, JN Adkins, DL Auberry, EA Hill, BS Hooker, PA Moore, RJ Moore, L Shi, HS Wiley, and V Kery, “A simple protein complex purification and identification method for high throughput mapping of protein interaction networks”, Journal of Proteome Research, 2005
- Liang Shi, Jiann-Trzwo Lin, Lye M. Markillie, Thomas C. Squier, and Brian S. Hooker, “Overexpression of multi-heme C-type cytochromes” - Expression of recombinant decaheme cytochrome MtrA in Shewanella oneidensis MR-1 by a directional TOPO cloning-based system. BioTechniques, 2005, 38(2):297-9.